# Opérateur borné
En mathématiques, la notion d'opérateur borné est un concept d'analyse fonctionnelle. Il s'agit d'une application linéaire L entre deux espaces vectoriels normés X et Y telle que l'image de la boule unité de X est une partie bornée de Y. On montre qu'ils s'identifient aux applications linéaires continues de X dans Y. L'ensemble des opérateurs bornés est muni d'une norme issue des normes de X et de Y, la norme d'opérateur.

## Définition
Une application linéaire L entre les espaces vectoriels normés X et Y est appelée opérateur borné quand l'ensemble
{\displaystyle \left\{\left.{\tfrac {\|Lu\|_{Y}}{\|u\|_{X}}}\right|u\in X\setminus \{0\}\right\}=\left\{\|Lu\|_{Y}\mid u\in X,\|u\|_{X}=1\right\}}
est borné. En d'autres termes, il existe un réel M strictement positif pour lequel, pour tout u appartenant à X, l'inégalité suivante est réalisée
{\displaystyle \|Lu\|_{Y}\leq M\|u\|_{X}.\,}
Le plus petit des majorants M convenable est appelé norme d'opérateur de L, et noté {\displaystyle |\!|\!|L|\!|\!|}, ou plus simplement {\displaystyle \|L\|}. 
Cette définition peut être reformulée de plusieurs façons. Ainsi une application linéaire L de X dans Y est dite bornée quand l'image de la boule unité B est bornée, et {\displaystyle \|L\|} est le rayon de la plus petite boule de Y contenant les images des éléments de B.
Ou encore, en utilisant la linéarité, un opérateur est borné si et seulement s'il s'agit d'une application lipschitzienne, et {\displaystyle \|L\|} est alors sa constante de Lipschitz.
{\displaystyle \forall (u,v)\in X^{2},\|Lu-Lv\|_{Y}=\|L(u-v)\|_{Y}\leq \|L\|\|u-v\|_{X}.\,}
L'expression « opérateur borné » ne doit pas induire en erreur, il ne s'agit pas d'une fonction bornée de X dans Y, mais bien plutôt d'une fonction localement bornée.

### Lien avec la continuité
Un opérateur L entre deux espaces vectoriels normés X et Y est borné si et seulement s'il est continu en 0, ou encore si et seulement s'il est continu sur X.

### Exemples
- Une application linéaire entre espaces vectoriels normés de dimension finie est toujours un opérateur borné.
- Plus généralement, c'est le cas de toutes les applications linéaires pour lesquelles l'espace de départ est de dimension finie.
- Sur l'espace vectoriel des polynômes {\displaystyle \mathbb {R} [X]}, en prenant pour norme le maximum des valeurs absolues des coefficients, la forme linéaire L qui à un polynôme P associe P(2) n'est pas continue : elle n'est pas bornée puisque L(Xn) = 2n.
- Autre exemple :  l'application linéaire {\displaystyle L:P\mapsto XP'(X)} de {\displaystyle \mathbb {R} [X]} dans lui-même ne saurait, quel que soit le choix de norme, être une application lipschitzienne puisque pour tout entier n, {\displaystyle L(X^{n})=nX^{n}}.
- Un opérateur compact est une application linéaire de X dans Y telle que la boule unité de X a pour image une partie relativement compacte de Y. Un tel opérateur est alors borné. C'est le cas par exemple des opérateurs intégraux (ou opérateurs à noyau). L'exemple le plus simple d'un tel opérateur est donné par{\displaystyle T_{K}:f\mapsto \left({T_{K}(f):x\mapsto T_{K}(f)(x)=\int _{a}^{b}K(t,x)f(t)~{\rm {d}}t}\right).}Si la fonction K (noyau) est continue sur {\displaystyle [a,b]\times [c,d]}, alors {\displaystyle T_{K}} est un opérateur compact de {\displaystyle C^{0}([a,b])} dans {\displaystyle C^{0}([c,d])} (munis tous deux de la norme de la convergence uniforme).

## Opérateurs bornés dans le cadre des espaces de Banach
L'ensemble des opérateurs bornés entre deux espaces de Banach X et Y forme lui-même un espace de Banach quand on le munit de la norme d'opérateur. Si X = Y, il s'agit d'une algèbre de Banach unitaire.
Il est possible de définir un opérateur borné entre deux espaces de Banach en se donnant seulement sa restriction à un sous espace dense. Il suffit pour cela de s'assurer que cette restriction est localement bornée (ou lipschitzienne) et d'appliquer la procédure générale du prolongement par continuité. Le résultat est bien un opérateur borné.

### Lethéorème de Banach-Schauder(ou de l'application ouverte)
Le théorème de Banach-Schauder montre que tout opérateur borné et surjectif entre espaces de Banach est une application ouverte (c'est-à-dire que l'image d'un ouvert est un ouvert de F). Notamment, l'image de la boule unité est alors « encadrée » entre deux boules de l'espace image.
Il en découle le théorème de Banach : si L est un opérateur borné et bijectif entre deux espaces de Banach, son inverse est également un opérateur borné. Une telle application constitue un isomorphisme pour la structure d'espace de Banach.

### Lethéorème de Banach-Steinhaus(ou principe de la borne uniforme)
Le théorème de Banach-Steinhaus concerne les familles, et notamment les suites, d'opérateurs bornés. Dans sa version faible, il énonce qu'une telle famille est uniformément bornée si et seulement si elle est ponctuellement bornée.
En corollaire, lorsqu'une suite (Ln) d'opérateurs bornés sur un espace de Banach converge simplement vers une fonction L, alors L est également un opérateur borné. Pour autant, on ne peut affirmer la convergence de la suite (Ln) vers L relativement à la norme d'opérateur.

### Lethéorème du graphe fermé
Pour qu'une application linéaire entre deux espaces de Banach  E et F soit bornée (et donc continue) il faut et il suffit que son graphe soit fermé dans E×F. Ce résultat est une conséquence directe du théorème de Banach.